# Rúben Prey
Rúben David de Oliveira Santos Prey (Paço de Arcos, 16 febbraio 2005) è un cestista portoghese.

## Carriera

### Nazionale
Nel 2022 ha partecipato, con la nazionale Under-20 portoghese, agli Europei di categoria, concluso con la retrocessione in Division B.